# 奥卡西平
奥卡西平（商品名：Trileptal等）是一种含氮有机化合物，分子式C15H12N2O2，可作为抗癫痫药物，在体内的活性代謝產物为利卡西平。